# Указательный палец
Указа́тельный па́лец (лат. index) — II палец кисти человека (лат. digitus secundus). Расположен между большим и средним пальцами. Его название происходит из того, что им пользуются, когда желают указать на какой-либо объект или в каком-либо направлении. Из всех пальцев указательный используется наиболее часто, так как способен двигаться сравнительно независимо.

## Применение

### Жесты с применением указательного пальца
- Указывает на собственную грудь: я
- Указывает на собеседника или другого человека: ты/он
- Указывает наверх: внимание!
- Указывает наверх и качается вправо и влево: нет!/запрещено!
- Кисть повёрнута ладонью в противоположную руке сторону, а указательный палец (или вся кисть) качается вверх и вниз: поучение или угроза
- Крутится у виска: ты/он сошел с ума
- Вытянутый вверх палец на вытянутой руке, повёрнутой ладонью к собеседнику: я хочу что-то сказать.
- Приложенный вертикально к губам: требование тишины (сексуальный подтекст)
- Показывает количество: в единственном числе или же порядковый — № 1
- Кисть ладонью развернута вверх, пальцы руки сжаты, а указательный направлен в сторону собеседника и сгибается и разгибается: призыв подойти (когда необходимо сохранять тишину или тайность).

## Фотогалерея
- Пальцы рук
- La Discrétion, Клод-Мари Дюбюф, 1820-е.
- Рельеф на могильном камне в Нордене.